# 2 Grupa Artylerii (II RP)
2 Grupa Artylerii (2 GA) – oddziały i pododdziały artylerii organicznej wielkich jednostek piechoty i kawalerii oraz artylerii Odwodu Naczelnego Wodza stacjonujące na terenie Okręgu Korpusu Nr II i podporządkowane dowództwu 2 Grupy Artylerii.
2 Grupa Artylerii została utworzona w terminie do 15 stycznia 1929 na podstawie rozkazu L. 1019/Org. ministra spraw wojskowych z dnia 31 grudnia 1928 r. Proces formowania grupy zakończony został w marcu tego roku. Dowództwo grupy powstało na bazie dotychczasowego 2 Okręgowego Szefostwa Artylerii.

## Obsada personalna
Dowództwo Artylerii Okręgu Generalnego „Lublin”
Sztabowy oficer inspekcyjny artylerii Okręgu Generalnego „Lublin”
- ppłk art. Stanisław Marian Rohoziński (do 8 VII 1920)

Szefostwo Artylerii i Służby Uzbrojenia Okręgu Korpusu Nr II (1921–1926)
- szef – płk art. Jan Skrutkowski (do 20 III 1925[1])
- szef – płk art. Józef Plisowski (20 III 1925 – 1926, urlopowany w okresie XII 1925 – XII 1926)
- zastępca szefa – płk Rudolf Kazimierz Underka (od X 1925 ze stanowiska dowódcy 23 pap)

2 Okręgowe Szefostwo Artylerii (1926–1928)
- gen. bryg. Józef Plisowski (1926 – III 1929)

2 Grupa Artylerii (1929-1939)
- gen. bryg. Józef Plisowski (III 1929 – IX 1930)
- płk art. Henryk Kreiss (IX 1930 – VIII 1939)
- płk dypl. Jan Tiletschke (p.o. 6 XI – 23 XII 1931)

## Ordre de Bataille 2 Grupy Artylerii w 1939
Dowództwo 2 Grupy Artylerii w Lublinie
- dowódca grupy – płk art. Henryk Kreiss → dowódca artylerii GO „Piotrków”
- I oficer sztabu – mjr art. Marian Czyż → oficer sztabu dowódcy artylerii GO „Piotrków”
- II oficer sztabu – kpt. art. Jan Kawnatis → oficer ordynansowy GO „Piotrków”

Artyleria ONW:
- 2 pułk artylerii ciężkiej w Chełmie

Artyleria wielkich jednostek:
- 3 pułk artylerii lekkiej Legionów w Zamościu
- 13 pułk artylerii lekkiej w Równem (I dywizjon w Łucku)
- 27 pułk artylerii lekkiej we Włodzimierzu
- 2 dywizjon artylerii konnej w Dubnie